# Pseudoclimaciella exigua
Pseudoclimaciella exigua is een insect uit de familie van de Mantispidae, die tot de orde netvleugeligen (Neuroptera) behoort. 
Pseudoclimaciella exigua is voor het eerst wetenschappelijk beschreven door Navás in 1913.